# Miedwieżka (Komi)
Miedwieżka (ros. Медвежка) – osiedle w Rosji, w Republice Komi, w rejonie ust-cylemskim. W 2010 liczyło 196 mieszkańców.